# Pseudocophora nicobarica
Pseudocophora nicobarica là một loài bọ cánh cứng trong họ Chrysomelidae. Loài này được Jacoby miêu tả khoa học năm 1898.